# Medina (provincie)
Medina (Arabisch: المدينه, Al Madīnah) is een provincie in het westen van Saoedi-Arabië aan de Rode Zee. De hoofdstad van deze provincie heet eveneens Medina, andere belangrijke steden zijn Yanbu al Bahr en Badr Hunayn, waar de slag bij Badr heeft plaatsgevonden. De hoofdstad is de tweede heilige stad van de Islam en de Moskee van de Profeet bevindt zich dus ook in deze provincie. De provincie heeft een oppervlakte van 151.990 km² en had in 2004 1.512.076 inwoners.
Al Bahah · Al Hudud ash Shamaliyah · Al Jawf · Al Qasim · Ash-Sharqiyah · Asir · Hail · Jizan · Medina · Mekka · Najran · Riyad · Tabuk